# Saison 2017 des Twins du Minnesota
La saison 2017 des Twins du Minnesota est la 117e saison en Ligue majeure de baseball pour cette franchise et la 57e depuis le transfert des Senators de Washington vers l'État du Minnesota.
Après une désastreuse saison 2016 de 103 défaites, les Twins signent en 2017 une 2e saison victorieuse en 3 ans. Ils gagnent 26 matchs de plus que la saison précédente pour conclure l'année avec 85 succès et 77 défaites. Les joueurs dirigés par Paul Molitor, élu gérant de l'année 2017 dans la Ligue américaine, signent ainsi leur meilleure performance depuis 2010.
Malgré 17 matchs de retard sur Cleveland dans la division Centrale de la Ligue américaine, les Twins sont meilleurs deuxièmes et deviennent la première équipe de l'histoire à se qualifier pour les séries éliminatoires après avoir perdu 100 matchs ou plus l'année précédente. 
À leur première participation aux éliminatoires depuis 2010, les Twins voient leur aventure se terminer rapidement par une défaite aux mains des Yankees de New York lors du match de meilleur deuxième de la Ligue américaine.

## Saison régulière
La saison régulière de 162 matchs des Twins du Minnesota débute à domicile le 3 avril 2017 par un match face aux Royals de Kansas City au Target Field de Minneapolis, et se termine le 1er octobre suivant. 

### Classement
| Ligue américaine division Centrale | V   | D  | %    | Diff. | Diff. (séries) |
| ---------------------------------- | --- | -- | ---- | ----- | -------------- |
| Indians de Cleveland               | 102 | 60 | ,630 | -     | -              |
| Twins du Minnesota                 | 85  | 77 | ,525 | 17    | -              |
| Royals de Kansas City              | 80  | 82 | ,494 | 22    | 5              |
| White Sox de Chicago               | 67  | 95 | ,414 | 35    | 18             |
| Tigers de Détroit                  | 64  | 98 | ,395 | 38    | 21             |